# Maial College
Maial College (Van Wilder) è un film del 2002 diretto da Walt Becker e realizzato dai produttori di American Pie e American Pie 2.
Nel 2006 è stato girato il sequel intitolato Maial College 2, che segue le vicende di Taj (interpretato sempre da Kal Penn).
Nel 2009 è uscito il prequel intitolato Niente regole: siamo al college, che narra del primo anno di Van Wilder al Coolidge College.

## Trama
Dopo ben sette anni trascorsi ad organizzare feste, raccolte fondi ed eventi sportivi al Coolidge College, Van Wilder si è conquistato una reputazione leggendaria, tanto che alla seria Gwen Pearson, una giovane studentessa di giornalismo, viene affidato l'incarico di scrivere un articolo su di lui, che nessuno è mai riuscito a scrivere, visto che il ragazzo non concede interviste.
Quando il ricco e molto impegnato padre di Van, però, scopre che è ancora al college e per avere un confronto giunge ad uno dei party organizzati dal figlio, gli rinfaccia di aver solo sprecato soldi a pagargli gli studi e lo informa che non scucirà più un centesimo per la retta del college. Il ragazzo non si perde per nulla d'animo e, dopo aver ottenuto di poter pagare a rate gli studi, viene pagato profumatamente dalle varie confraternite degli studenti per organizzare le sue famose feste. Ad aiutarlo ci sono il suo amico Hutch e il suo assistente indiano Taj, smanioso all'idea di poter perdere la verginità ad uno dei suoi party. Visto che la voce si è sparsa grazie ad un articolo della stessa Gwen, Van le concede di seguirlo durante le sue feste e si invaghisce palesemente di lei, cosa che scatena la gelosia del fidanzato di quest'ultima, lo studente di medicina Richard, un ragazzo molto possessivo e rigido. Richard tenta di mettere in imbarazzo Van con i genitori di Gwen, ma la simpatia del giovane gli fa invece guadagnare la loro amicizia, mentre Van si vendica con uno scherzo molto pesante su di lui e sulla sua confraternita. Altro "nemico" di Van è il professore di economia McDoogle, che non sopporta gli scherzi di Van e, ancora di più, la sua ostinazione a non voler studiare malgrado le sue capacità.
Indagando un po', Gwen scopre che a Van mancano pochi esami per laurearsi e che i suoi voti sono ottimi, ma che fa di tutto per non andarsene, evitando quindi di studiare. Secondo lei, Van ha solo paura di affrontare la vita fuori dal college e per tanti anni è rimasto lì anche come vendetta per suo padre, che ha sempre trascurato lui e sua madre per il lavoro. Van rimane scosso dal suo punto di vista, ammettendo anche che studiare in realtà gli piace, tanto che ha seguito lezioni che non fanno parte del suo piano di studi. Richard, ad un passo dall'ammissione ad una prestigiosa scuola di medicina, si ingelosisce al punto tale da chiedere a Gwen di sposarlo, rivelandole inoltre di aver già detto a tutti del loro fidanzamento, incluso Van che ne rimane fortemente deluso. Gwen, furibonda per il gesto del ragazzo, rifiuta la proposta di matrimonio, ma trova poi Van a baciarsi con un'altra ragazza e i due litigano.
Richard, arrabbiato, ha un rapporto sessuale con Jeannie, una ragazza che da sempre spera di diventare la sua ragazza, e poi insieme a quest'ultima e al suo compagno di confraternita Vernon organizza un piano per far espellere Van. Distrae quest'ultimo e Hutch con Jeannie mentre Vernon fa entrare alla festa dei bambini e fa bere loro degli alcolici, per poi chiamare la polizia. Van viene quindi espulso dal college, essendo il responsabile della festa, e si prepara quindi ad andarsene. Taj, furioso per la sua resa, gli dice che in 7 anni ha aiutato tantissime persone e di avere centinaia di amici al college pronti a tutto per aiutarlo, infatti moltissimi studenti si presentano e lo pregano di ricorrere in appello per ritirare l'espulsione. Van decide di continuare a lottare e in aula ammette che la colpa è sua perché avrebbe dovuto prestare più attenzione alla festa, perciò propone la punizione alternativa di fargli frequentare gli ultimi corsi che gli servono per laurearsi e poter così lasciare comunque il college dopo aver finito gli studi con successo. I cinque membri a votare includono Richard e il professor McDoogle, ma a sorpresa quest'ultimo vota a favore di Van Wilder, portando la maggioranza in favore del reinserimento.
Mancano pochi giorni al termine dell'anno e Van Wilder ha ancora sei esami da dare, perciò si sottopone ad un duro regime di studi, riuscendo in cinque giorni di fila a passare altrettanti esami, il sesto ed ultimo è il temuto esame di economia di McDoogle. Gwen, nel frattempo, scopre da Jeannie del tradimento di Richard e del complotto organizzato per espellere Van, così si vendica riempiendo di lassativo il frullato proteico di Richard, che non solo così abbandona l'esame di medicina rispondendo a caso per correre al bagno (erano proibite le pause durante la prova), venendo però intercettato dai membri della Northwestern per parlare della sua ammissione alla scuola di medicina, cosa che lo porta, nella disperazione, a lasciar andare una fortissima scarica di diarrea dentro un cestino davanti alla commissione disgustata, rovinando così le sue opportunità di essere accettato. Gwen scrive inoltre un articolo in cui rivela tutto (senza però nominare esplicitamente Richard) e in cui elogia di cuore Van per la sua bontà e il suo impegno, elencando tutti i bei gesti compiuti in 7 anni.La sera della pubblicazione dei risultati dell'esame, McDoogle si presenta da Van di persona e gli rivela che ha passato il suo esame con un ottimo punteggio, conquistando quindi la laurea e dicendosi felice che finalmente lo studente abbia preso consapevolezza delle proprie capacità. Alla festa di fine anno si presenta suo padre, a cui Gwen aveva spedito il proprio articolo, dichiarandosi fiero di Van indipendentemente dalla laurea e che è il miglior investimento della sua vita. Padre e figlio si abbracciano mentre Gwen arriva alla festa e si riunisce affettuosamente con Van.